# Alben W. Barkley
Alben William Barkley (24. november 1877 i Graves County, Kentucky – 30. april 1956 i Lexington, Virginia) var en amerikansk demokratisk politiker og USA's 35. vicepræsident.
Barkley studerede ved Emory College og tog juridisk eksamen ved University of Virginia. I studietiden ændrede han fornavn fra Willie Alben til "Alben William". I 1901 startede han praksis som advokat i Paducah, Kentucky.
Han var medlem af Repræsentanternes hus 1913–1927. Derefter blev han valgt til Senatet. Mens han sad som senator 1927–1949 var han demokraternes "gruppeleder": majoritetsleder 1937-1947 og minoritetsleder 1947–1949. Han var senator igen fra 1955–1956.
Barkley var Harry S. Trumans vicepræsident i perioden 1949-1953. Han var 71 år gammel da han tiltrådte som vicepræsident.
Han døde af en blodprop mens han holdt en tale ved Washington and Lee University. Han er begravet på Mount Kenton Cemetery nær Paducah.